# Marinduque
Marinduque is een provincie van de Filipijnen. Marinduque is tevens het grootste eiland van de provincie. De provincie maakt deel uit van MIMAROPA (region IV-B) en ligt tussen Mindoro en het Bicolschiereiland van Luzon in. De hoofdstad van de provincie is de gemeente Boac. Bij de census van 2015 telde de provincie bijna 235 duizend inwoners.

## Geschiedenis
Van 1591 tot begin 17e eeuw behoorde Marinduque, samen met Mindoro, Lubang, Batangas en Las Calamiones, tot de provincie Calilaya. Begin 17e eeuw werd Mindoro samen met Marinduque een aparte provincie. Na het vertrek van de Spanjaarden in april 1898 verbraken de inwoners de banden met de provinciale overheid in Mindoro. Op 28 april van dat jaar riep generaal Emilio Aguinaldo de onafhankelijkheid van de provincie uit. De plaats Boac werd de provinciale hoofdstad.
In de Filipijns-Amerikaanse Oorlog was Marinduque de locatie van de Slag bij Pulang Lupa, waar Filipijnse soldaten onder leiding van kolonel Maximo Abad, een grotere en beter getrainde eenheid van de Amerikanen versloegen.
In 1902 bepaalde de Philippine Commission dat de Marinduque samen met Mindoro en Lubang (tegenwoordig onderdeel van Occidental Mindoro) in een provincie ingedeeld zouden worden. Vier maanden later echter werd Marinduque ondergebracht in de provincie Tayabas (het huidige Quezon).
Op 21 februari 1920 werd Marinduque een onafhankelijke provincie toen Wet 2280 door het Filipijns Congres werd aangenomen.

## Bevolking en cultuur

### Bevolkingsgroepen
De inwoners van Marinduque worden Marinduqueños genoemd. Ze staan bekend als een erg gastvrij volk. Dit komt bijvoorbeeld tot uiting bij de putong, een welkomstgebruik waarbij bezoekers versierd worden met bloemen en de lokale vrouwen voor hen dansen en zingen.

### Talen
De meest gesproken taal in Marinduque is Tagalog. Het dialect dat de Marinduqueños spreken lijkt, door de nabijheid van de Visayas echter meer op de talen uit de Visayas. Daarnaast kunnen sporen van het Bikol worden teruggevonden in het dialect. Naast Tagalog wordt ook het Engels algemeen gesproken.

## Geografie

### Topografie en landschap
De provincie Marinduque bestaat uit het hartvormige eiland Marinduque en enkele kleinere eilanden daar vlakbij, zoals Maniuayan, Santa Cruz en Mompog. Ten noorden van de provincie ligt Tayabas Baai en in het zuiden de Sibuyanzee. De provincie is gescheiden van Bondoc Peninsula in Quezon door de Mompog Straat.
De hoogste berg van Marinduque is de op het hoofdeiland gelegen dode vulkaan Mount Malindig. Deze 1157 meter hoge stratovulkaan werd tijdens de Amerikaans koloniale tijd Mount Marlanga genoemd. De berg is een populaire klimbestemming en onderscheidt zich door de grote biodiversiteit van de flora en fauna. De vulkaan heeft drie verschillende pieken en is aangeduid als een beschermd natuurgebied. Wanneer de dode vulkaan voor het laatst is uitgebarsten is onbekend, maar aan de westkant van de voet van de vulkaan zijn heetwaterbaden te vinden.
Op 900 meter is een militaire radiopost gevestigd.

### Bestuurlijke indeling
Marinduque is onderverdeeld in 6 gemeenten.
| - Boac - Buenavista - Gasan | - Mogpog - Santa Cruz - Torrijos |

Deze gemeenten zijn onderverdeeld in 218 barangays.

### Klimaat
De provincie heeft twee kenmerkende seizoenen. De droge periode is van november tot februari en de natte periode van juni tot oktober. De periode ertussen is een overgangsperiode.
|  |  |

## Demografie
Marinduque had bij de census van 2015 een inwoneraantal van 234.521 mensen. Dit waren 6.693 mensen (2,9%) meer dan bij de vorige census van 2010. Ten opzichte van de census van 2000 was het aantal inwoners gegroeid met 17.129 mensen (7,9%). De gemiddelde jaarlijkse groei in die periode kwam daarmee uit op 0,55%, hetgeen lager was dan het landelijk jaarlijks gemiddelde over deze periode (1,72%).

De bevolkingsdichtheid van Marinduque was ten tijde van de laatste census, met 234.521 inwoners op 952,58 km², 246,2 mensen per km².

## Economie
De economie van Marinduque is voornamelijk agrarisch. De belangrijkste producten zijn rijst en kokosnoten. Daarnaast zijn veel inwoners van de provincie werkzaam in de visserij. Tot aan het beruchte incident in de mijnindustrie in 1996, waarbij vele slachtoffers vielen als gevolg van giflozingen die terechtkwamen in de Calancan Baai, was ook mijnbouw een belangrijke pijler van de economie van de provincie. Deze industrie is tegenwoordig echter stil komen te staan.
Marinduque is een relatief arme provincie. Uit cijfers van de National Statistical Coordination Board (NSCB) uit het jaar 2003 blijkt dat 47,4% (11.781 mensen) onder de armoedegrens leefde. In het jaar 2000 was dit nog 52,7%. Daarmee staat Marinduque 23e op de lijst van provincies met de meeste mensen onder de armoedegrens. Van alle 79 provincies staat Marinduque 45e op de lijst van provincies met de ergste armoede.